# Винтер, Майло
Майло Винтер (англ. Milo Winter; 7 августа 1888, Принстон, Иллинойс, США — 15 августа 1956) — американский книжный иллюстратор. Создатель редакции «Басен Эзопа», «Тысячи и одной ночи», «Алисы в стране чудес», «Рождественской песни», «Путешествий Гулливера», «Рассказов Тэнглвуда» (1913) и других.

## Биография

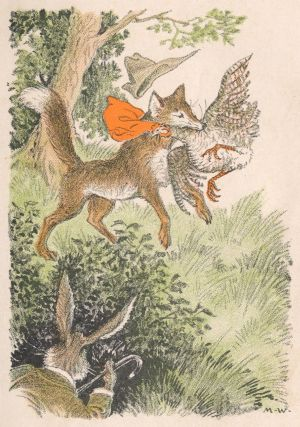
Кустохвост хватает за шею большую курицу из Плимут-Рока, иллюстрация к «Доктору Кролику и Кустохвосту» Томаса Кларка Хинкля.

Родился 7 августа 1888 года в Принстоне, штат Иллинойс.
Обучался в Чикагской школе художественного института. Жил в Чикаго до начала 1950-х годов, затем переехал в Нью-Йорк. С 1947 по 1949 год был художественным редактором детской иллюстрированной антологии Childcraft, а с 1949 года — художественным редактором в отделе диафильмов компании Silver Burdett.
Умер 15 августа 1956 года.

## Галерея

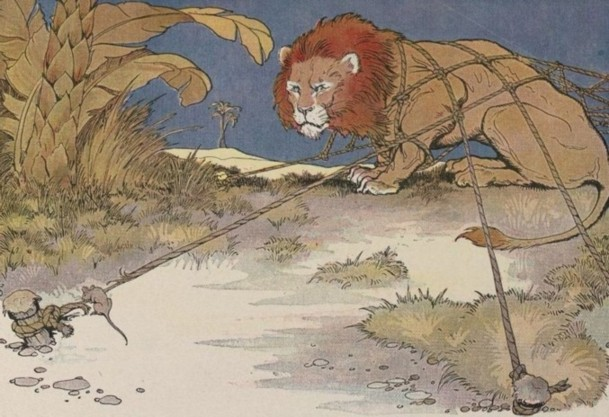
Басня Лев и мышь[англ.], иллюстрация Майло Винтера в «Эзопе для детей», 1919 г. Антология Эзопа.
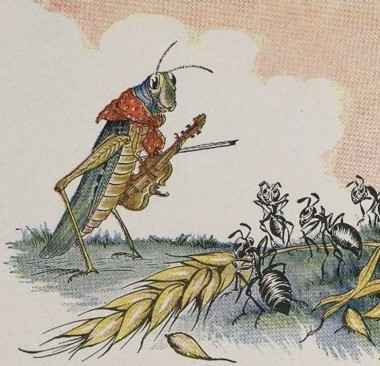
Басня Муравей и кузнечик[англ.], иллюстрация Майло Винтера в «Эзопе для детей».
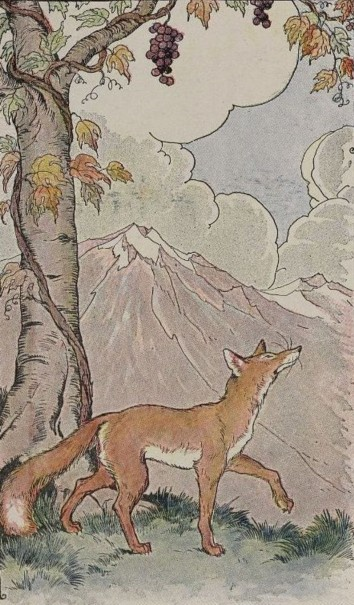
Лиса и виноград, иллюстрация Майло Винтера в «Эзопе для детей».